# 好きな時に跳べ!
『好きな時に跳べ!』（すきなときにとべ）は、SIONが2001年6月16日に、東芝EMI / EASTWORLDからリリースした14枚目のオリジナル・アルバム。

## 解説
前作『DISCHARAGE』から1年8か月ぶりのオリジナル・アルバム。

## 収録曲
全作詞・作曲：SION
1. 足りない数ばかり数えてる (4:20)
2. あまった優しさ (4:00)
3. 変わらない朝に (5:03)
4. 逢いたがる (3:53)
5. 砂の城 (3:38)
6. ここまでおいで (NY ALTERNATIVE VERSION) (5:09)
シングル「Near」収録曲（アニメ「NieA_7」オープニングソング）のアレンジバージョン。
7. 慰められてもいいのかよ (3:51)
8. カラカラ (4:31)
9. 星・上を向いて行かなきゃな (4:46)
10. 風邪 (6:59)

## 参加ミュージシャン
- SION：ボーカル

### TOKYO Session
- 松田文：ギター
- 藤井一彦：ギター
- 井上富雄：ベース
- 細海魚：キーボード
- 池畑潤二：ドラム
- 三沢泉：パーカッション
- Takahashi Bob：ベース
- Yasuchika Fujii：ドラム
- 河村智康：ドラム

### NEW YORK Session
- J.T. Lewis：ドラム
- Greg Cohen：ベース
- Sebastian Steinberg：ベース
- Jon Graboff：ペダル・スティール・ギター
- Mark Ribot：ギター、コーラス
- Charlie Giorlano：オルガン
- Reuben Wilson：オルガン
- Mark Feldman：ヴァイオリン
- Jane Scarpantoni：チェロ
- Bill Ware III：ティンパニ、オーケストラベル、チャイム、ヴィブラフォン、マリンバ
- John Medeski：オルガン、チャイム、メロトロン
- Ned Rothenberg：サックス
- Robert Quine：ギター
- DJ Olive the audio janitor：ターンテーブル